# Bachsch Tschahwarz
Bachsch Tschahwarz (auch Chah Varz, persisch چاه‌ورز, DMG Čāhvarz) ist ein Bachsch im Schahrestan Lamerd in der Provinz Fars, Iran. Bei der Volkszählung 2006 betrug die Bevölkerungszahl 7.985 Personen in 1.565 Familien.

## Belege
1. ↑  Islamic Parliament Research Center (Memento des Originals vom 4. Februar 2020 im Internet Archive)  Info: Der Archivlink wurde automatisch eingesetzt und noch nicht geprüft. Bitte prüfe Original- und Archivlink gemäß Anleitung und entferne dann diesen Hinweis.
2. ↑  Census of the Islamic Republic of Iran, 1385 (2006). (Excel) Iran, archiviert vom Original am 11. November 2011; abgerufen am 18. Juni 2015 (persisch).